# Список об'єктів, названих на честь Адрієна-Марі Лежандра
Наступне було названо на честь Адрієна-Марі Лежандра (фр. Adrien-Marie Legendre; 1752—1833) — французького математика:
- Гіпотеза Лежандра[en]
- Квадратури Гауса-Лежандра
- Перетворення Лежандра
- Поліноми Лежандра
- Приєднані функції Лежандра
- Символ Лежандра
- Твердження за допомогою символу Лежандра (Квадратичний закон взаємності)
- Теорема Лежандра про три квадрати
- Фільтр Лежандра
- Функції Лежандра
- Хі-функція Лежандра
- 26950 Лежандр — астероїд головного поясу
- Лежандр — місячний кратер
- Теорема Сакері-Лежандра[en] про суму кутів в абсолютній геометрії